# Heinrich Barenbroch
Heinrich Barenbroch (auch Heinrich von Kempen; * um 1525 in Kempen; † 25. Mai 1587 in Essen) war evangelischer Pfarrer und Reformator der Stadt Essen.

## Ausbildung
Heinrich Barenbroch wurde um 1525 in Kempen am Niederrhein geboren. Er stammte aus einer gebildeten und bürgerlichen, nicht bäuerlichen Familie. Im Sommer 1542 schrieb er sich als Student der katholischen Theologie an der Universität zu Köln ein. Nach Absolvierung der Artistenfakultät erreichte er im folgenden Jahr das Baccalauréat und zwei Jahre später die Rechte eines Lizenziaten und Lektors. 1551 wurde er Regens einer Universitätsburse.

## Wirken
1555 trat er seine erste Pfarrstelle in der Gemeinde St. Lorenz in Köln an. Dort kritisierte er in scharfen Tönen die kirchlichen Missstände seiner Zeit. Der Kölner Erzbischof Adolf III. von Schaumburg (1547–1556) erfuhr von seinen Predigten gegen die Verwahrlosung der Kirche und dem ständig wachsenden Zuhörerkreis. Darum ließ er Barenbroch kommen und tadelte ihn. Barenbroch verlor seine Pfarrstelle und musste dem Erzbischof in seine Residenz nach Brühl folgen. Von dort floh er im März 1555. Die Flucht war aber nur der äußerliche Vollzug der schon während seiner Tätigkeit in St. Lorenz erfolgten inneren Wende zum Luthertum.
Bereits 1555 fand Barenbroch eine neue Pfarrstelle in der kurpfälzischen Amtsstadt Bacharach. Nach der 1556 unter Kurfürst Ottheinrich (1556–1559) durchgeführten Kirchenvisitation war das evangelische Bekenntnis in der Kurpfalz gesichert. Als sich dessen Nachfolger, Kurfürst Friedrich III. (1559–1576), ab 1560 der reformierten Lehre zuwandte, konnte sich der Lutheraner Barenbroch nicht mehr lange in der Kurpfalz halten. In die Bacharacher Zeit fallen die ersten Kontakte mit der Stadt Essen: Der Bürgermeister Heinrich von Aken kaufte wie gewöhnlich den Ratswein in der Bacharacher Umgebung und wurde auf den fähigen Prediger vom Niederrhein aufmerksam. Seit dem Weihnachtsabend 1560 forderte nämlich die Essener Gemeinde einen Prediger, der deutsche Lieder singen ließ und das Abendmahl in beiderlei Gestalt austeilte. Als der katholische Pfarrer Saldenberg am 8. Dezember 1561 vor dem Essener Magistrat einen Gehilfen beantragte, schickte man noch am selben Tag einen Boten nach Bacharach, um Barenbroch aufzufordern, nach Essen zu kommen. Doch zu diesem Zeitpunkt hatte er Bacharach auf Befehl des Kurfürsten bereits verlassen müssen.
Barenbroch sah sich bei Herzog Wolfgang von Pfalz-Zweibrücken (1543–1569) nach einer neuen Stellung um. Der Herzog hatte seinem Haus 1557 eine lutherische Kirchenordnung gegeben und lehnte die reformierte Lehre ab. Barenbroch bat jedoch bei seiner Bewerbung, nicht in eine Landpfarrei versetzt zu werden, da er dort seine Studien nicht fortsetzen könne und von der Viehzucht und anderer Arbeit leben müsse, wovon er nichts verstehe. Barenbroch erhielt eine Pfarrstelle in der Hinteren Grafschaft Sponheim, in Kastellaun, die er Anfang 1562 antrat. Hier hat er sein Amt mit allem Ernst und zur vollen Zufriedenheit seines Landesherrn geführt. Herzog Wolfgang beauftragte Barenbroch noch im selben Jahr als einen der besonders gelehrten und rechtschaffenen Kirchendiener, an einer Kirchenvisitation mitzuwirken. 1568 begann Barenbroch, das älteste Kastellauner Kirchenbuch zu schreiben. Er blieb bis 1573 Pfarrer von Kastellaun.
Während des ganzen Jahrzehnts, das Barenbroch auf dem Hunsrück zubrachte, liefen Versuche, den erprobten Barenbroch nach Essen zu gewinnen. Ein erster Anlauf, um Neujahr 1562, führte noch nicht zum Ziel. Erst als sein Landesherr von einer Reise heimgekehrt war und seine Genehmigung gab, Ende März 1563, konnte der Kastellauner den mühsamen Weg an die Ruhr unternehmen. Am 28. April 1563 hielt er seine erste Predigt in der Essener Heilig-Geist-Kapelle, am 2. Mai konnte er in der Gertrudiskirche zum ersten Mal das Abendmahl in beiderlei Gestalt austeilen. Den 28. April feiert man deshalb in Essen noch heute als den Geburtstag der dortigen Gemeinde und Barenbroch als ihren Gründer. Schon am 17. Mai musste er aber die Stadt wieder verlassen, weil die Äbtissin den Schutz des klevischen Herzogs gegen die kirchlichen Neuerer angerufen hatte. In der Folgezeit hielt sich der Reformator wiederholt in Essen auf, allerdings nur für wenige Wochen oder Monate (1563/64, 1565, 1567, 1571/72). Ursachen waren der Widerstand von Äbtissin, Herzog und Kaiser gegen Barenbroich und die schwache Stellung des Magistrats. Angesichts der ungewissen Lage konnte sich Barenbroch lange nicht entscheiden, nach Essen überzusiedeln. Hinzu kam, dass er sich Kastellaun und seinem Landesherrn verpflichtet fühlte.
Ende 1572 erfüllten sich die Bemühungen des Rates und der Gemeinde, Barenbroch endgültig nach Essen zu holen. Obwohl er von sich aus die Stelle in Kastellaun gekündigt hatte, war Johann I. von Pfalz-Zweibrücken (1569–1604) bereit, den bewährten Prediger, der die Kirchenordnung seines Vaters in Essen eingeführt hatte, wieder aufzunehmen, wenn dieser Essen verlassen wollte. Das war ein Zeichen dafür, wie hoch seine Arbeit in Kastellaun und über Kastellaun hinaus geschätzt wurde. Am 2. Dezember 1572 traf Barenbroch in seiner Essener Gemeinde ein, die er bis zu seinem Tod 1587 nicht mehr verließ. Im Chor der Gertrudiskirche, der heutigen Marktkirche, beim Eingang zur Sakristei, fand Barenbroch seine letzte Ruhestätte.

## Familie
Barenbroch heirate zum ersten Mal in Bacharach. Seine Ehefrau, deren Name nicht überliefert ist, verstarb schon Ende 1561. Aus der Ehe gingen zwei Kinder hervor. Seine zweite Frau, Margareta, war eine Tochter des Bacharacher Bürgermeisters Jakob Schmidt. Möglicherweise war sie eine Schwester der ersten Frau. Aus der zweiten Ehe sind zwei Töchter bekannt, die in Kastellaun geboren wurden: Auelbeth (* 1569) und Brigitte (* 1571).